# Asiosilis fuscitarsis
Asiosilis fuscitarsis is een keversoort uit de familie soldaatjes (Cantharidae). De wetenschappelijke naam van de soort werd in 1895 gepubliceerd door Henry Stephen Gorham.